# Ольховка (Ирбитское муниципальное образование)
Ольховка — деревня в Свердловской области России, входит в Ирбитское муниципальное образование.

## Географическое положение
Деревня Ольховка муниципального образования «Ирбитское муниципальное образование» расположена в 22 километрах (по автотрассе в 25 километрах) к югу-юго-востоку от города Ирбит, на правом берегу реки Ольховка (правого притока реки Кирга.

## Население
| 2002 | 2010 | 2021 |
| ---- | ---- | ---- |
| 17   | ↘8   | ↘2   |